# Burgstall Schloßberg (Tiefenbach)
Der Burgstall Schloßberg liegt nordöstlich von Schloßberg, einem Gemeindeteil der niederbayerischen Gemeinde Tiefenbach im Landkreis Landshut. Die Höhenburganlage wird als Bodendenkmal unter der Aktennummer D-2-7438-0302 als „mittelalterlicher Burgstall ‚Schloßberg‘“ geführt. 700 m weiter südöstlich befindet sich die Abschnittsbefestigung Schloßberg; zwischen beiden in 400 m Entfernung liegt noch ein „verebnetes Grabenwerk vor- und frühgeschichtlicher Zeitstellung“ (Aktennummer D-2-7438-0317).

## Beschreibung
Der Burgstall Schloßberg liegt südlich der Isar an der Landstraße nach Landshut. Er ist von der  Kirche St. Ulrich in Tiefenbach 1800 m in nordnordöstlicher Richtung entfernt. Der verhältnismäßig geradlinige Steilhang zur Isar weist eine Ausbuchtung nach Süden auf. Hier liegt ein langgestreckter, bewaldeter Höhenrücken, der nur von Osten her zugänglich ist und an dessen westlichem Ende der Burgstall liegt. Dieser ist durch einen Halsgraben nach Osten abgeriegelt. Der Halsgraben zieht sich in schwächerer Ausprägung am Südhang entlang und wechselt dann zu dem nördlichen Steilhang. Der umschlossene Innenraum ist zweigeteilt: Im Osten ragt ein 40 m langer und 30 m breiter Kegel 5 m über die Grabensohle auf, dieser trägt am Ostrand seines Plateaus einen 1 m hohen Schildwall. Der um 1,5 m tiefer liegende Westteil wird nach Süden und Westen durch einen kräftigen Randwall eingefasst, der um 7 m bis zur Sohle des Grabens abfällt. Dessen Böschung steigt nach außen um gut 2 m an. Die Anlage wird heute von einem von Osten herführenden Weg zerschnitten.